# François-Bernard Mâche
François-Bernard Mâche, né le 4 avril 1935 à Clermont-Ferrand, est un compositeur français. Il a été l'élève d'Olivier Messiaen. Un des pionniers de la musique concrète, il a été auprès de Pierre Schaeffer à la fondation du Groupe de recherches musicales de l'ORTF.
Agrégé de lettres, docteur d'État en sciences humaines, il a dirigé l'institut de musicologie de l'Université de Strasbourg puis a été directeur d'études à l'EHESS. Membre de l'Institut, il a succédé à Iannis Xenakis à l'Académie des Beaux Arts en 2002.

## Biographie
Né en 1935 à Clermont-Ferrand dans une famille de musiciens depuis trois générations, François-Bernard Mâche a durant toute sa vie mené parallèlement deux carrières universitaire et musicale.
Après une première formation dans sa ville natale (prix de piano et d’harmonie), il est reçu en 1955 au concours de l’École Normale Supérieure de la rue d’Ulm dans la section des Lettres. Il y passe quatre années jalonnées par :
— un Diplôme d’Études Supérieures d’archéologie grecque et son premier concert public au Festival de Bilthoven aux Pays-Bas en 1957.
— dans la même année 1958 : une Agrégation de Lettres classiques et la participation à la création du Groupe de Recherches Musicales de Pierre Schaeffer, ainsi que l’entrée dans la classe d’Olivier Messiaen au Conservatoire.
— un poste de Chargé de cours d’Histoire de l’Art antique à la Sorbonne et un Prix de Philosophie de la Musique en 1960.
Au retour de deux années où il sert comme sous-lieutenant en Algérie, il est professeur de Lettres classiques au Lycée Pasteur à Neuilly, puis à Louis-le-Grand à Paris jusqu’en 1983.
Titulaire d’un Doctorat d’État de musicologie en 1980, il est alors nommé Professeur d’Université à Strasbourg, où il dirige pendant une dizaine d’années le Département Musique.
Il y crée le centre Primus, première formation en France de directeur du son « Tonmeister ».
En 1993, il est élu Directeur d’Études à l’École des Hautes Études en Sciences Sociales.
Parallèlement à une intense activité d’écrivain, avec des articles de critique au Mercure de France et à la NRF, des traductions de grec moderne, et plusieurs ouvrages de réflexion, il poursuit une carrière internationale de compositeur. Il est invité d’abord en 1965 par Hermann Scherchen dans son studio de Gravesano en Suisse, puis dans plus de vingt pays tels que la Pologne, l’Iran, la Finlande, Israël, le Japon, l’Argentine, les États-Unis, la Chine, le Mexique, la Corée etc. Il est durant quelques années Président de la section française de la Société Internationale de Musique Contemporaine.  Parmi les multiples explorations esthétiques auxquelles il s’est intéressé figurent les modèles linguistiques.
Dès 1959, il a transposé instrumentalement la structure phonétique d’un poème grec dans Safous Mélè. Il a aussi fait œuvre de pionnier dès Le son d’une voix en 1964, en utilisant l’analyse par sonogramme pour élaborer une écriture instrumentale, préfigurant l’école dite « spectrale ». Depuis, il a fréquemment exploité le potentiel musical de diverses langues rares ou éteintes, et proposé des méthodes d’analyse structurale inspirées par ses études linguistiques.  Un autre intérêt récurrent dans ses œuvres est celui qu’il porte à des cultures musicales lointaines.
Dès 1970, avec Kemit, et surtout après un voyage d’études dans le Sud-Est asiatique en 1972, il y a souvent fait référence jusque dans des titres tels que Korwar, Naluan, Maraé, Temboctou, Guntur Madu, Chikop.
En 2002 il a notamment écrit une pièce pour gamelan, voix et échantillonneur intitulée Melanga.
Les modèles les plus insolites dont François-Bernard Mâche s’est emparé sont certainement les sons bruts enregistrés, qui l’ont fait définir comme chef de file d’une esthétique dite « naturaliste ». Il a en effet souvent intégré des sons élémentaires ou animaux dans une écriture instrumentale, au sein de laquelle ils fusionnent. Cet effacement délibéré des frontières habituelles entre nature et culture apparaît dès 1969 dans des œuvres comme Rituel d’oubli, où les bruits sont méticuleusement transcrits et intégrés sur la partition.  Sa réflexion sur l’emploi de sons animaux dans ses compositions l’a conduit à partir de 1983 (année du livre « Musique, mythe, nature ») à poser les bases d’une nouvelle discipline qu’il a baptisée « zoomusicologie ». Celle-ci, depuis, a essaimé et s’est développée en particulier en Australie, aux États-Unis et en Scandinavie .
Enfin, son activité d’helléniste l’a conduit à se référer fréquemment aux forces vives du mythe, particulièrement présent dans Danaé, Andromède, Kassandra, Styx, Khnoum, ou L’Estuaire du temps. Les deux ouvrages principaux intitulés respectivement Musique, mythe, nature, traduit en anglais et en italien, et réédité en 1991 et 2015 et par ailleurs Musique au singulier (2001) illustrent et expliquent ces différentes démarches qui font de François-Bernard Mâche une figure très originale dans l’histoire musicale contemporaine.

## Distinctions
- Grand Prix du Disque pour Danaé (1971)
- Prix Georges Enesco de la SACEM (1973)
- Prix Italia  pour Kassandra (1977)
- Docteur d’état en Sciences Humaines (1980)
- Prix Chartier de l’Académie des Beaux-Arts (1984)
- Grand Prix National de la Musique (1988)
- Commandeur des Arts et Lettres (1990)
- Prix Rossini de l’Académie des Beaux-Arts (1998)
- Grand Prix de la Musique Symphonique de la SACEM  (2002)
- Élection à l’Académie des Beaux-Arts de l’Institut de France (2002)
- Docteur Honoris Causa de l’Université d’Athènes (2011)
- Chevalier des Palmes Académiques (2011)
- Coup de coeur musique contemporaine 2020 de l'Académie Charles-Cros[2].
- Prix du Président de la République 2020 de l'Académie Charles-Cros[3].

## Extraits du catalogue d'œuvres

### Musique orchestrale
- La peau du silence, pour grand orchestre (1962-1970)
- Répliques, pour orchestre et public muni de 800 appeaux (1969)
- Andromède, pour grand orchestre, double chœur et 3 pianos (1979)
- L’estuaire du temps, pour échantillonneur et grand orchestre (1993)
- Braises, concerto pour clavecin moderne et orchestre (1994)
- Planh, pour orchestre à cordes (1994)
- Taranis, pour grand orchestre, chœur et récitant (2005)
- Résurgence, pour orchestre à cordes (2009)

### Musique de chambre
- Le son d’une voix, pour 15 instruments (1964)
- Solstice, pour clavecin et orgue positif (1975)
- Octuor op.35 (1977)
- Aera, pour 6 percussions (1978)
- Styx (1984), et Lèthè (1985) pour 2 pianos 8 mains
- Éridan, pour quatuor à cordes (1986)
- Aliunde, pour clarinette, percussions, voix et échantillonneur (1988)
- Tempora,  pour 3 échantillonneurs en direct (1988)
- Figures, pour clarinette basse et vibraphone (1989)
- Khnoum, pour 5 percussions et échantillonneur (1990)
- Hiérogamie, pour flûte piccolo et percussion (1993)
- Brûlis, pour clarinette, piano et violoncelle (1999)
- Melanga, pour gamelan slendro, échantillonneur et soprano (2001)

### Musique vocale
- Safous Mélè, pour chœur de femmes, voix d’alto et 6 instruments (1959)
- Canzone IV, pour 5 voix mixtes (1968)
- Danaé, pour 12 voix solistes et percussion (1970)
- Trois chants sacrés (Muwatalli, Rasna et Maponos), pour soprano (1982-1990)
- Kengir, 5 chants d’amour sumériens, pour voix de femme et échantillonneur (1991)
- Manuel de résurrection, pour soprano et 2 échantillonneurs (1998)
- Heol dall, pour 12 voix solistes et 2 pianos (2003)
- Chikop, pour soprano, 6 instruments et sons enregistrés (2004)
- Largando, pour cor et chœur mixte (2012)
- Invocations, pour 6 voix solistes et 2 percussions (2017)

### Soli
- Kemit, percussion (1970)
- Korwar, clavecin et sons enregistrés (1972)
- Nocturne, piano avec sons enregistrés facultatifs (1981)
- Phénix, percussion 1982)
- Aulodie, hautbois ou saxo soprano ou clarinette piccolo et sons enregistrés (1983)
- Guntur Madu, clavecin (1990)
- Guntur Sari, orgue (1990)
- Ugarit, guitare (1998)
- Manuel de conversation, clarinette et sons enregistrés (2007)
- Alcyone, piano et sons enregistrés (2017)

### Œuvres mixtes
- Volumes, pour 12 pistes et 11 instruments (1960)
- Rituel d'oubli, pour 20 instruments et sons enregistrés (1969)
- Korwar, pour clavecin moderne (1972)
- Rambaramb, pour orchestre et sons enregistrés (1972)
- Temes nevinbür, pour 2 pianos, 2 percussions et sons enregistrés (1973)
- Maraé, pour 6 percussions et sons enregistrés (1974)
- Naluan, pour 8 instruments et sons enregistrés (1974)
- Kassandra, pour 14 instruments et sons enregistrés (1977)
- Sopiana, pour flûte, piano et sons enregistrés (1980)
- Amorgos, pour 12 instruments et sons enregistrés (1979)
- Nocturne, pour piano (1981)
- Aulodie, pour hautbois ou saxo soprano ou clarinette piccolo (1983)
- Uncas, pour 11 instruments, sons enregistrés et dispositif de traitement du son en temps réel (1986)
- Moires, pour quatuor à cordes et sons enregistrés (1994)
- Canopée, pour 9 cordes et 2 échantillonneurs (2003)

### Œuvres électroacoustiques
- Prélude (1959)
- Nuit (1971)
- Quatre phonographies de l’eau (Regmin, Ianassa, Proteus, Spéïô) (1980)
- Hypérion (1981)
- Tempora, pour 3 échantillonneurs ou sons enregistrés (1988)
- Tithon, pour synthèse Upic (1989)
- musique pour le film d’Alain Cuny L’annonce faite à Marie (1990)
- Le promeneur solitaire (2010)

### Spectacles musicaux
- Da capo, pour 6 musiciens en scène, 10 comédiens-musiciens, décor sonore et sons enregistrés (1976)
- Les mangeurs d’ombre, pour 12 voix solistes et 1 percussion (1979)
- Temboctou, pour 9 chanteurs, 7 musiciens et sons enregistrés (1982)
- Qaraqorum, pour ténor, 2 barytons, quatuor à cordes et sons enregistrés (2013).

## Choix d'écrits
- Les mal entendus, compositeurs des années 70, dialogues avec 15 compositeurs, Paris, La Revue Musicale n° 314-315, Richard-Masse, 1978, 166 p.
- Musique, mythe, nature ou les dauphins d'Arion, Paris, Klincksieck, 1983, 138 p., 2e édition augmentée, 1991, 222 p., 3e édition avec CD Aedam musicae, 2015, 220 p.  Traduction italienne Bologne, Capelli, 1992. Traduction anglaise, London, Gordon & Breach, 1993
- Entre l'observatoire et l'atelier, 33 textes de 1960 à 1995, Paris, Kimé, 1998, 218 p.
- Un demi-siècle de musique…et toujours contemporaine, 70 textes de 1959 à 1999, Paris, L’Harmattan, 2000, 430 p.
- Musique au singulier, Paris, Odile Jacob, 2001, 311 p.
- Cent opus et leurs échos, Paris, L’Harmattan, 2012, 316 p.
- Le sonore et l’universel, 51 écrits au tournant du XXIe siècle, EAC 2018, 354 p.

Direction d’ouvrages :
- Varèse, vingt ans après, La Revue Musicale, n° 383-385, 1985, 224 p.
- Music, Society and Imagination in Contemporary France, London, Contemporary Music Review 8, 1993, n° 1, 220 p.
- Portrait(s) de Xenakis, Paris, Bibliothèque nationale de France, 2002, 227 p.

## Sélection bibliographique
- Numéro spécial François-Bernard Mâche, Musique et Culture, série 29 n° 4, Strasbourg, 1984.
- Numéro spécial François-Bernard Mâche, n° 22-23 des Cahiers du C.I.R.E.M., Rouen, 1992, 210 p.
- Francis Bayer : Sous le signe du réel, autour de l'œuvre de François-Bernard Mâche, Musique présente, Revue d'Esthétique n° 4, décembre 1982. Repris dans Instantanés, Millénaire III, Paris, 2003, pp. 96–120.
- Márta Grabócz : The Demiurge of sounds and the poeta doctus, Contemporary Music Review, special issue Music, Society and Imagination in Contemporary France, vol. 8, part 1, 1993, Harwood Academic Publishers.
- Daniel Charles : Petite introduction à l’esthétique de François-Bernard Mâche, in Musiques nomades, Kimé, 1998, pp. 172–186.
- Makis Solomos : Notes sur François-Bernard Mâche et l'Estuaire du temps, juillet-août, paru dans Méthodes nouvelles Musiques nouvelles, Presses Universitaires de Strasbourg, 1999, pp. 237–249.
- Actes du colloque en Sorbonne Paris IV L’universel et l’utopique, Hommage à François-Bernard Mâche, direction Danièle Pistone (11 communications), OMF (Observatoire Musical Français) Zurfluh, 2006.
- Bruno Serrou : François-Bernard Mâche, de la musique, des langues et des oiseaux, entretiens filmés, Paris, INA / Michel de Maule, 2007, avec DVD-ROM interactif, 312 p.
- Actes du colloque à la Cité universitaire François-Bernard Mâche, le compositeur et le savant, direction Marta Grabocz et Geneviève Mathon, octobre 2015. Paris, Hermann 2018, (22 articles, 418 p. et 1 DVD-ROM, tables rondes et concert à Strasbourg).

## Sélection discographique
- Attacca  CD Babel 9481 : Styx, Lèthè, (Dutch quartet).
- Erato, MFA, CD 2292-45826-2 : Aliunde, Aulodie, Figures, Kemit, Muwatalli, Rasna, Maponos, Phénix (Accroche Note).
- Jade CD 015/12 19.34 : Hypérion, L’Annonce faite à Marie, Tithon.
- INA-GRM CD C 1018 275192 et Musidisc 292602 : Amorgos, Kassandra, Manuel de Résurrection, Moires, Sopiana (2e2m, Quatuor Arditti, P.-Y. Artaud, M.Joste, F. Kubler, J. Mefano, Orchestre Philharmonique de Radio-France, F. Tanada, B. de Vinogradow).
- MFA Radio-France CD 216034 : Andromède, Braises, L’Estuaire du Temps (G. Amy, E. Chojnacka, E. Howarth, M. Levinas, Orchestre Philharmonique et chœurs de Radio-France, P. Rophé).
- Assai (MFA) CD 222192 et L’empreinte digitale ED13228/NT88 : Kengir, Phénix, Brûlis, Figures, Aulodie (Accroche Note : A. Angster, G. Johns, F. Kubler, M. Renoul, E. Séjourné).
- Accord (MFA) Universal CD 476 8038 : Maraé, Aera, Khnoum, Le Printemps du serpent  (Percussions de Strasbourg).
- Naxos 8.557988 : Styx, Areg, Mesarthim, Lèthè, Nocturne (M. Vialatte, C. Ovigne, C. Chareyron, L. Lopez Cossani).
- L’Empreinte digitale / Ensemble Musicatreize, direction Roland Hayrabedian : Invocations, Danaé, Heol Dall, Safous mélè (chœur de solistes et divers instruments).
- Distribution Socadisc : sortie prévue en 2019.